# Kruno Prijatelj
Kruno Prijatelj (Spalato, 1º luglio 1922 – Spalato, 27 giugno 1998) è stato uno storico dell'arte e critico d'arte croato.
Considerevole è stato il suo contributo alla storia dell'arte dalmata, avendo egli messo in evidenza molti artisti precedentemente ignoti e risolvendo molti problemi di attribuzione.
A suo tempo era indiscutibilmente uno dei più profondi conoscitori del barocco in Dalmazia, tanto da esser chiamato Prijatelj od Baroka (Amico del Barocco).

## Biografia
La formazione di Prijatelj ebbe luogo durante il periodo turbolento della Seconda guerra mondiale: studiò storia dell'arte fra Zagabria e Roma, laureandosi all'università di Zagabria nel 1946. L'anno successivo conseguì il dottorato a Zagabria, con una tesi sul Barocco a Spalato.
Tra il 1950 e il 1979 lavorò alle Gallerie d'arte di Spalato, delle quali fu direttore. Questi anni furono i più fertili della sua vita, fornendo un formidabile contributo alla conoscenza della storia dell'arte croata. Notevolissimi i suoi scritti sulle più grandi figure dell'arte dalmata, ma anche la riscoperta di artisti meno conosciuti, come Matteo Ponzone. Coraggiosa la sua attribuzione di varie opere a Biagio di Giorgio da Traù, un pittore itinerante fra Zara, Traù, Spalato, Ragusa, Stagno e Bua.
Dal 1972 Prijatelj ottenne la cattedra di Storia dell'arte all'Università di Zagabria (Facoltà di Filosofia di Zagabria), insegnando storia dell'arte contemporanea come professore a contratto. Dal 1979 fu professore ordinario alla Facoltà di Filosofia di Zara dove lavorò fino al suo ritiro nel 1991.
Dal 1968, venne nominato fra i soci regolari dell'Accademia jugoslava delle Scienze e delle Arti, che dopo il crollo della Jugoslavia venne rinominata Accademia croata delle Scienze e delle Arti.
Kruno Pijatelj morì a Spalato nel 1998.

## Pubblicazioni
- Barok u Splitu, Split 1947
- Ivan Duknović, 1957
- Studije o umjetninama u Dalmaciji I, Zagreb 1963
- Klasicistički slikari Dalmacije, Split 1964
- Le opere di Matteo Ponzone in Dalmazia , in Arte Veneta, XX, 1966, pp. 153–154.
- Slikar Blaž Jurjev, 1965
- Studije o umjetninama u Dalmaciji II, Zagreb 1968
- Studije o umjetninama u Dalmaciji III, Zagreb 1975
- Studije o umjetninama u Dalmaciji IV, Zagreb 1983
- Dalmatinsko slikarstvo 15. i 16. stoljeća, Zagreb 1983
- Antun Motika (1902.-1992.), Zagreb 1992
- Kroz povijest umjetnosti u Dalmaciji (XIII-XIX. st.), Split 1995